# Sinergy
I Sinergy sono un supergruppo power metal finlandese nato nel 1997 da membri ed ex componenti dei gruppi Stratovarius, Dimmu Borgir, Children of Bodom, In Flames, Mercyful Fate e Nightwish, insieme alla cantante statunitense Kimberly Goss.

## Storia del gruppo
L'idea di formare i Sinergy nasce nel 1997, quando Kimberly Goss, allora tastierista dei Dimmu Borgir, conosce il chitarrista Jesper Strömblad degli In Flames. Entrambi discutono sull'idea di formare una metal band guidata da una voce femminile, ma per mancanza di tempo non possono realizzare l'idea.
Quando Kimberly Goss lascia i Dimmu Borgir e si trasferisce in Svezia, decide di dar vita a quell'idea con la seguente formazione: Alexi Laiho dei Children of Bodom alla chitarra, Sharlee D'Angelo degli Arch Enemy al basso e Ronny Milianowicz dei Dionysus alla batteria. Nel 1999 pubblicano Beware the Heavens.
Poco dopo Kimberly si trasferisce in Finlandia, a causa di problemi con la sua casa discografica svedese. La band registra l'album To Hell and Back nel 2000 con Roope Latvala, che aveva recentemente lasciato i Waltari, alla chitarra, Marco Hietala dei Tarot e dei Nightwish al basso, Tonmi Lillman dei To/Die/For alla batteria. Registrando questo album i Sinergy vanno anche in tour con il gruppo finlandese Nightwish, nel loro tour europeo Wishmaster.
Nel 2002 la band pubblica il suo terzo album, Suicide By My Side, poco prima che il batterista Tonmi lasci la band. Al suo posto entra Janne Parviainen dei Barathrum. Anche il bassista Marco Hietala viene sostituito con Melanie Sisneros dei New Eden e, successivamente, con Lauri Porra degli Stratovarius. Il gruppo si scioglie nel 2004.

## Formazione
Ultima
- Kimberly "Kim" Goss - voce
- Alexi Laiho - chitarra, voce
- Roope Latvala - chitarra
- Lauri Porra - basso
- Janne Parviainen - batteria

Membri passati
- Jesper Strömblad - chitarra (1997-1999)
- Sharlee D'Angelo - basso (1997-1999)
- Marco Hietala - basso, voce (1999-2002)
- Melanie Sisneros - basso (2002)
- Ronny Milianowicz - batteria (1997-1999)
- Tonmi Lillman - batteria (1999-2002)

## Discografia
- 1999 - Beware the Heavens
- 2000 - To Hell and Back
- 2002 - Suicide by My Side

## Video musicali
- Midnight Madness
- Bonesucker
- The Warrior Princess
- Suicide By My Side